# Antenne log-périodique

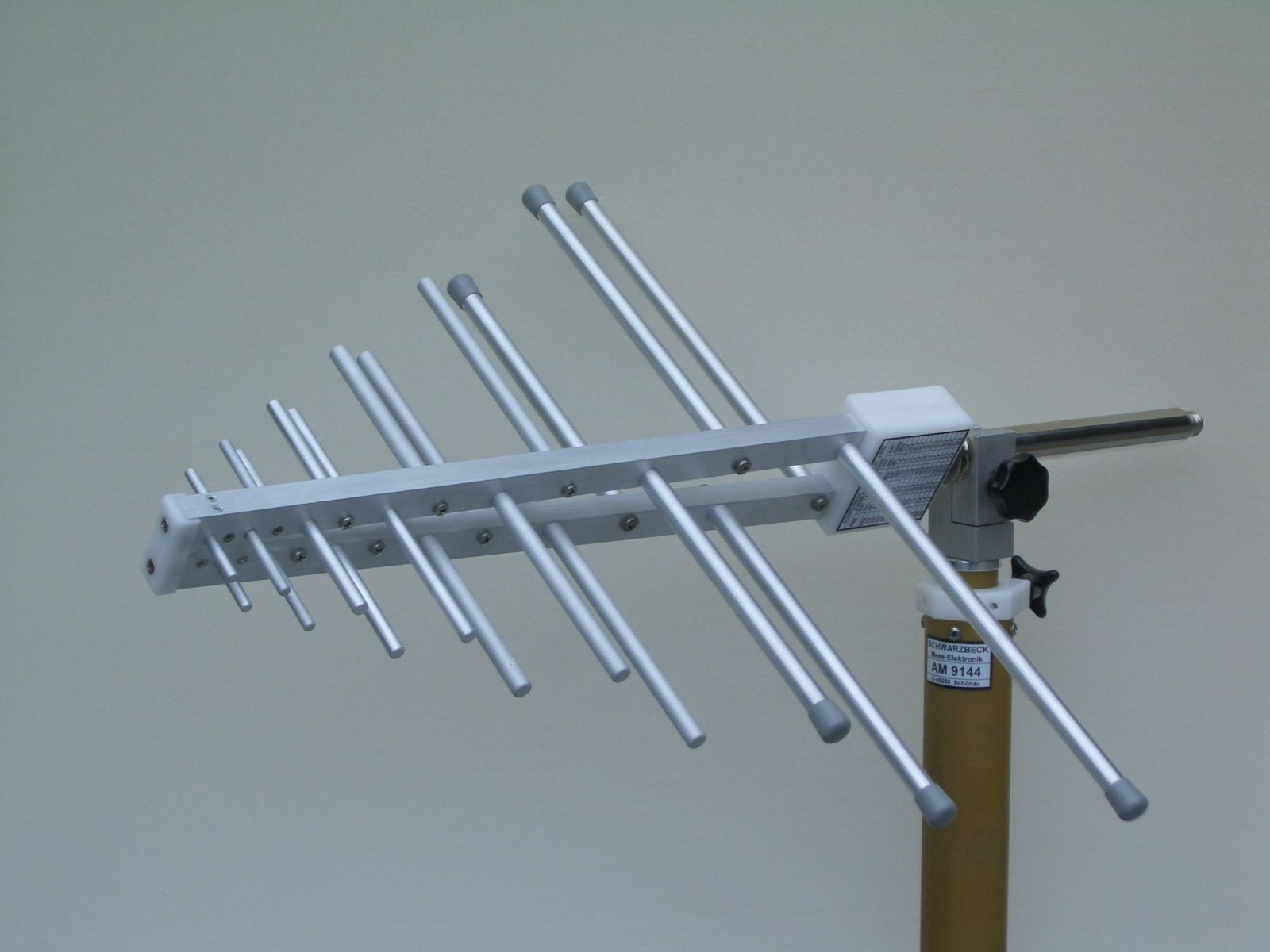
Réseau de dipôles log-périodique, 250 – 2400 MHz.

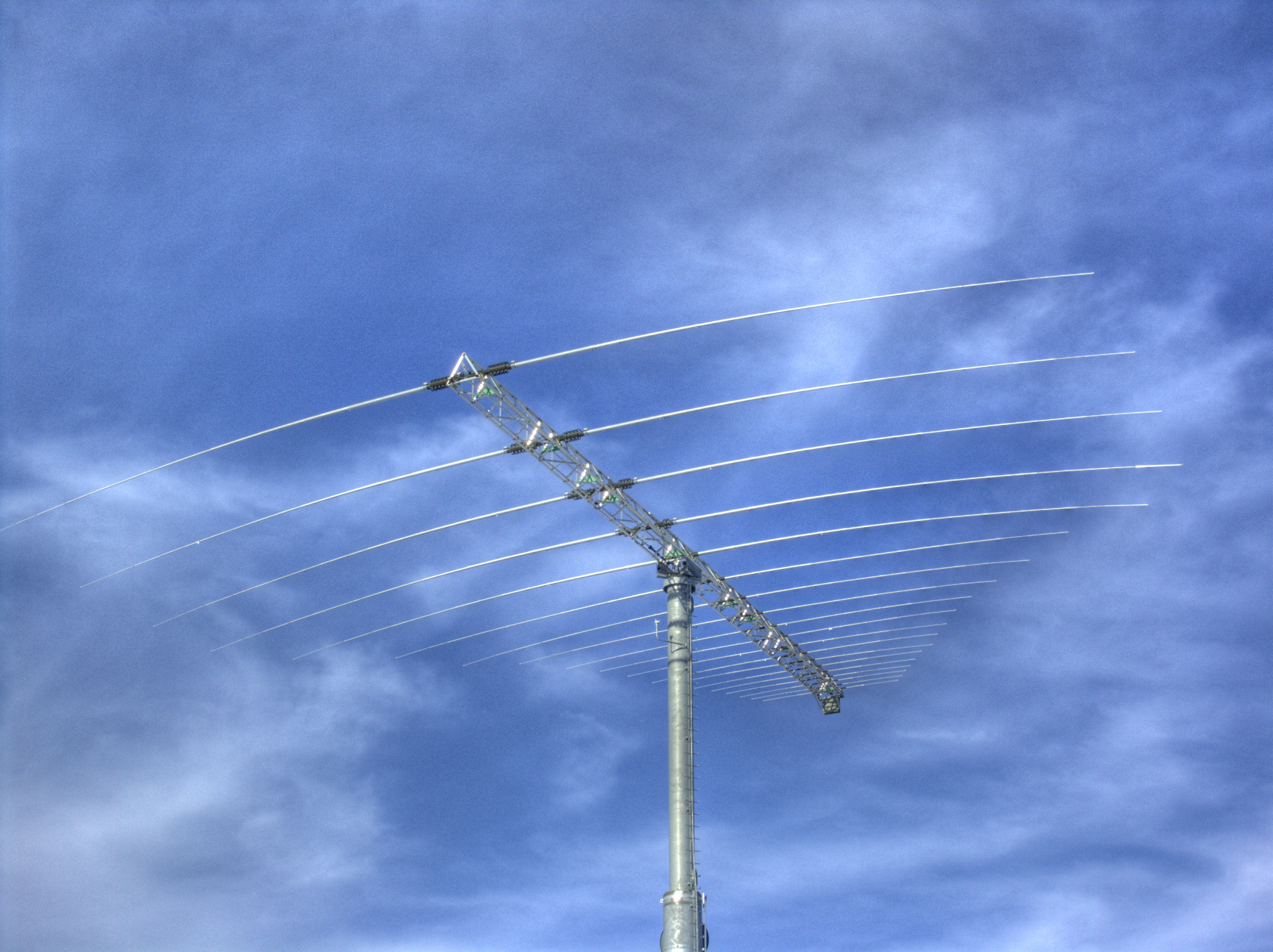
Antenne log-périodique, ondes courtes

Une antenne log-périodique est une antenne radioélectrique à large bande utilisée en TV terrestre, TNT, en télécommunications ou en mesure d'antenne. Bien que plusieurs types d'antenne peuvent avoir des propriétés log-périodiques, comme l'antenne spirale plane, ou l'antenne hélice conique, la plus connue est le réseau de dipôles log-périodique.

## Définition
Une antenne log-périodique est une antenne dont l’impédance et le diagramme de rayonnement sont répétitifs selon une loi logarithmique en fonction de la fréquence. Pour obtenir cette propriété, les dimensions doivent être homothétiques le long de la direction de rayonnement principal. Ces antennes se rapprochent d’une structure fractale.
Le réseau de dipôles log-périodique (log periodic dipole array ou LPDA) est la plus courante, et appelée souvent simplement « log-périodique » en télécommunications.

## Réseau de dipôles log-périodique
Le réseau de dipôles log-périodique comporte des dipôles de longueurs croissantes alimentés par une ligne. Le croisement de la ligne entre chaque élément alimente deux éléments successifs en opposition dans le modèle le plus classique.
Une log-périodique peut être calculée pour une bande étroite (10 %) et un grand gain, elle ressemble alors à une Yagi dont tous les éléments seraient alimentés, ou au contraire pour une bande très large (3 ou 4 octaves), son gain est alors limité à environ 10 dB.
Deux antennes élémentaires peuvent être combinées, ce qui augmente le gain de 3 dB, mais la contrainte d'homothétie impose alors une forme générale en cône.

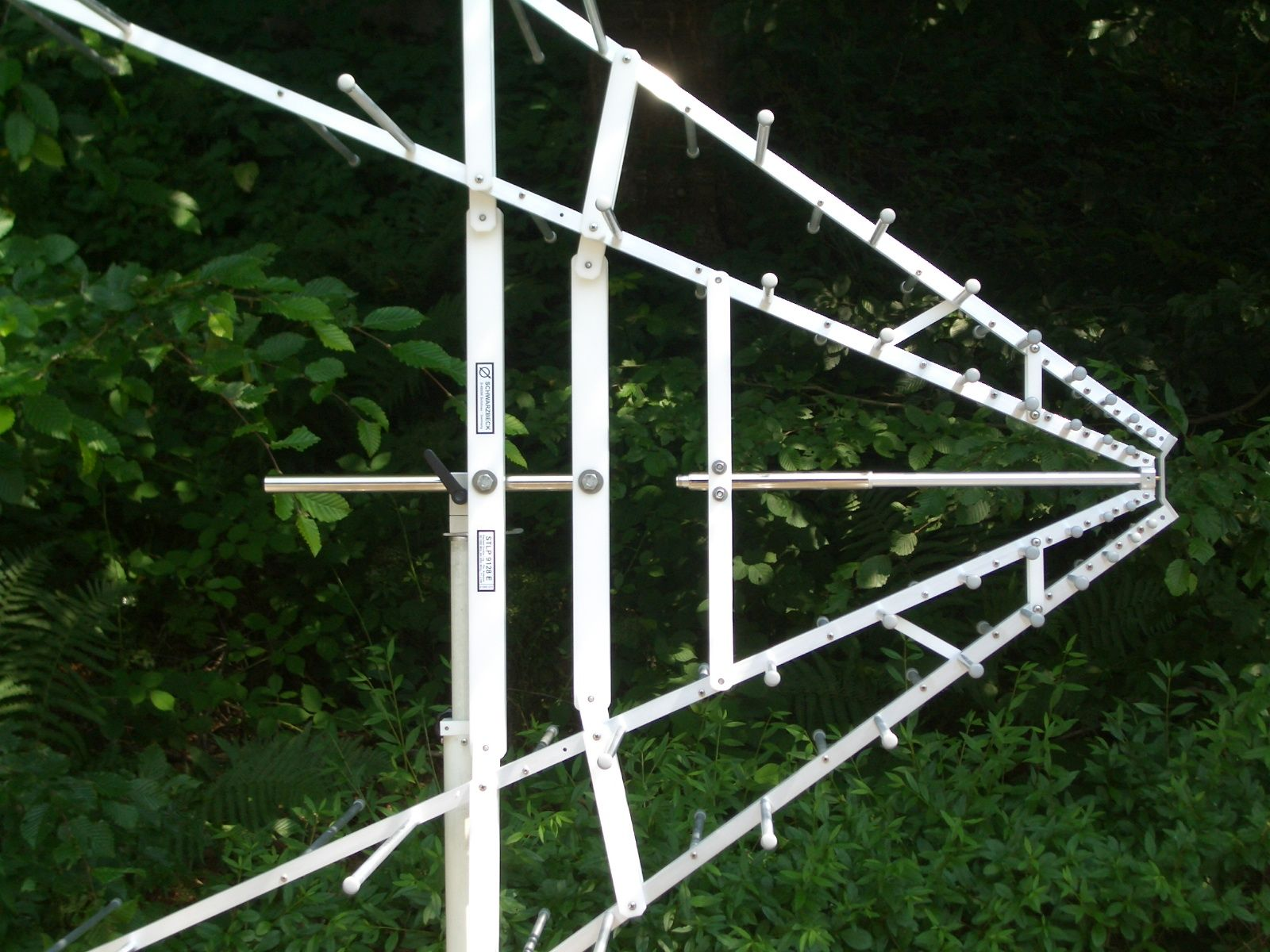
Double réseau log-périodique

## Autres antennes à très large bande
D'autres types d'antennes présentent une géométrie définie uniquement par des angles, et en conséquence selon le principe de Rumsey, ont des caractéristiques indépendantes de la fréquence (dans une plage définie). On peut les regrouper également sous le terme « log-périodique » :
- L'antenne sinueuse est un dipôle replié de nombreuses fois pour donner la structure logarithmique ;
- L'antenne spirale plane est constituée de deux spirales logarithmiques imbriquées. Contrairement au réseau log-périodique, sa structure et ses caractéristiques sont constantes et continues en fonction de la fréquence. L'antenne spirale conique en est une variante ;
- L'antenne Vivaldi constituée d'un cornet logarithmique, éventuellement garni de stries périodiques.

Ces antennes sont utilisées en hyperfréquences, jusqu'aux térahertz.
Enfin, certaines antennes, comme l'antenne biconique ou l'antenne discône présentent des caractéristiques invariantes avec la fréquence dans une large gamme, et entrent dans la famille des antennes à très large bande. Elles sont utilisées dès les fréquences HF jusqu'aux UHF.
Les « antennes à ondes progressives » quoique utilisables sur plusieurs octaves, comme l'antenne rhombique, n'ont pas un diagramme de rayonnement constant selon la fréquence.